# Literatura da Colômbia
A Literatura da Colômbia, como expressão da cultura da Colômbia, é heterogênea devido à coexistência de heranças espanholas, africanas e indígenas em uma geografia extremamente diversa. Cinco tradições históricas e culturais distintas podem ser identificadas, com sua própria história socioeconômica: a costa do Caribe, a Grande Antioquia, o Planalto de Cundinamarca-Boyacá, a Grande Tolima e o Vale do Oeste. A Colômbia produziu uma das literaturas mais ricas da América Latina, tanto por sua abundância quanto por sua variedade e inovação durante os séculos XIX e XX. Os intelectuais colombianos que forjaram a literatura desse período também contribuíram decisivamente para a consolidação da literatura latino-americana.

## Conquista e início do período colonial (1499-1510)
Sob o Império Espanhol, os principais tópicos literários incluíam narrativas de conquista, crônicas, devoção religiosa e temas de amor. Alguns dos autores mais conhecidos desse período são:

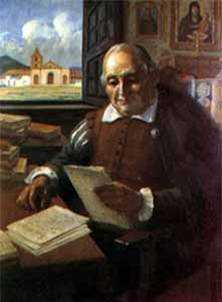
Juan Rodríguez Freyle foi um dos primeiros escritores do Novo Reino de Granada. Sua principal obra, El Carnero, é uma coleção de histórias, anedotas e rumores sobre os primeiros dias da Colômbia colonial e o fim da Confederação Muisca.

- Gonzalo Jiménez de Quesada (1496[4] -outras fontes afirmam 1506 ou 1509[5][6] - Suesca, 16 de fevereiro de 1579) - Primeiro cronista, enquanto mantinha diários de suas próprias conquistas, principal conquistador de grandes partes da Colômbia. foi o autor (parcial) do Epítome de la conquista del Nuevo Reino de Granada (não publicado até 1889), seus diários foram publicados em 1576
- Juan de Castellanos (Alanís, Sevilha, 9 de março de 1522 - Tunja, novembro de 1606) - Escreveu o poema mais longo de todos os tempos na língua espanhola, Elegías de varones ilustres de Indias (1589)
- Pedro Simón (San Lorenzo de la Parrilla, Espanha, 1574 - Ubaté, c. 1628) - Frei que escreveu Noticias historiales de las conquistas de Tierra Firme en las Indias Ocidentales sobre a conquista espanhola em 1626
- Juan Rodríguez Freyle (Bogotá, 25 de abril de 1566 - Bogotá, 1642) - sacerdote espanhol, escreveu a extensa crônica da conquista espanhola do Muisca; El Carnero ("O Carneiro"), publicado pela primeira vez em 1638
- Hernando Domínguez Camargo (Bogotá, 1606 - Tunja, 1659) - sacerdote e escritor jesuíta. Seu trabalho foi influenciado pelo poeta espanhol Luis de Góngora, em uma tendência cultural conhecida como barroco das Índias. Suas obras mais reconhecidas são "Poema épico para São Ignácio de Loyola" e "Buquê de flores poéticas"
- Lucas Fernández de Piedrahita (Bogotá, 1624 - Cidade de Panamá, 29 de março de 1688) - Publicou Historia General de las Conquistas del Nuevo Reino de Granada, uma obra importante sobre a conquista espanhola e os povos indígenas da Colômbia em 1676
- Francisco Álvarez de Velasco e Zorrilla (Bogotá, 1647 - Madri, 1708) - Sua principal obra foi Rhytmica Sacra, Moral y Laudatiria. Seus escritos mostram admiração pelo trabalho de Francisco de Quevedo e Juana Inés de la Cruz
- Francisca Josefa de Castillo e Guevara (Tunja, 1671 - Tunja, 1742) - freira, reconhecida como uma das mais importantes autoras do misticismo por Afectos espirituales e Vida (memórias).[7]

## Independência e consolidação nacional (1780-1830)

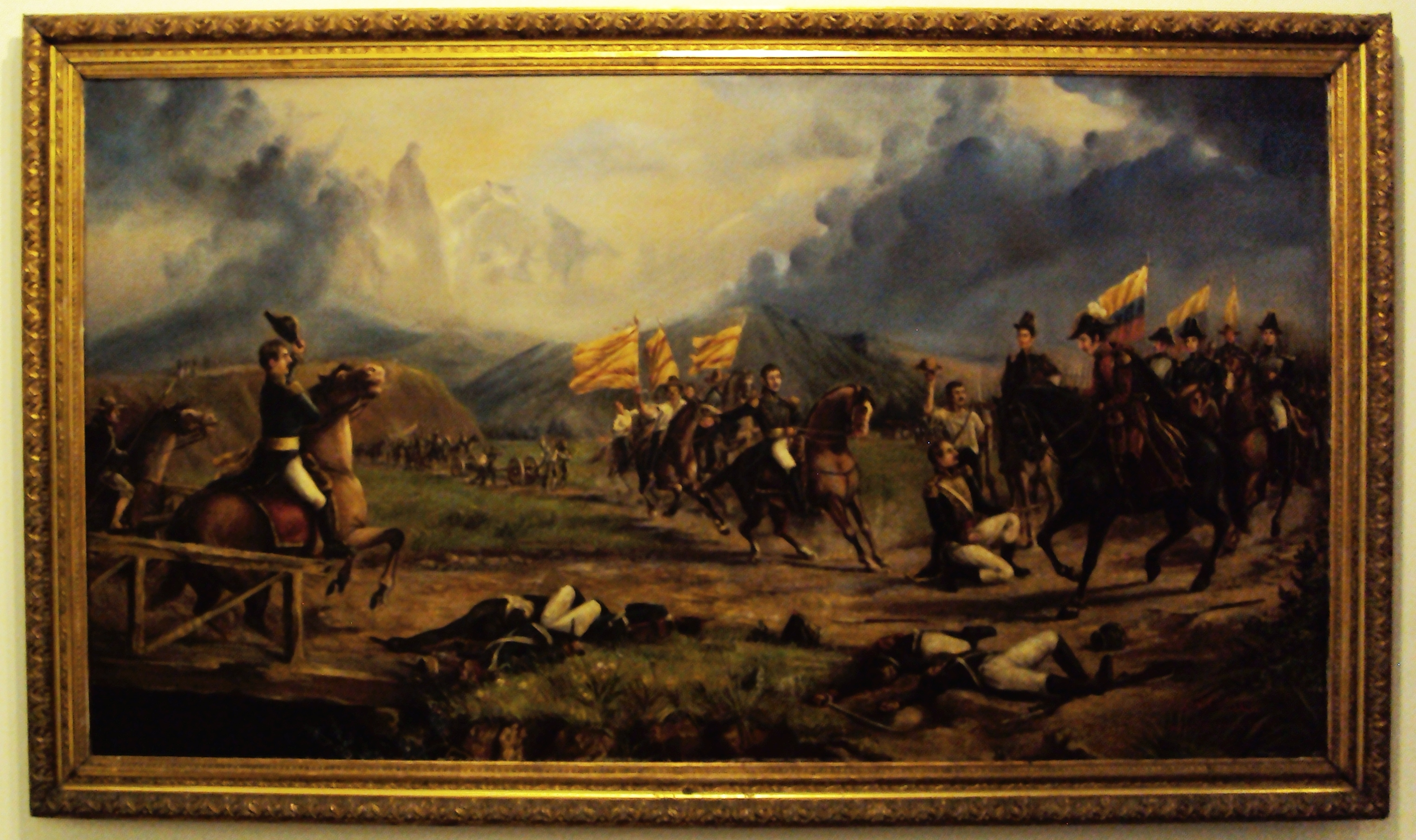
As forças da república derrotaram o Império Espanhol na Batalha de Boyacá

Durante o processo de independência, a literatura colombiana foi fortemente influenciada pelas motivações políticas do momento. Os principais movimentos literários foram próximos ao romantismo.
Durante o século XIX, a escrita política foi liderada por Simón Bolívar. O jornalismo local foi iniciado por Antonio Nariño. O governo colombiano estabeleceu a primeira academia de língua espanhola no continente americano, em 1871.
Outros autores relevantes foram:
- Camilo Torres Tenorio
- Francisco Antonio Zea
- José Fernández Madrid.

## Costumbrismo
No final do século XIX e início do século XX, o principal tópico da literatura colombiana era a representação colorida da vida camponesa, ligada a fortes críticas à sociedade e ao governo. Esse tipo de literatura foi denominado literatura costumbrista. Alguns dos autores deste período são:

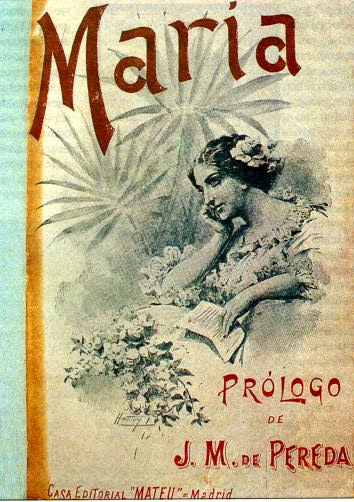
María é um romance escrito pelo escritor colombiano Jorge Isaacs. É um romance costumbrista representativo do movimento romântico espanhol

- Tomás Carrasquilla
- Adolfo León Gómez
- José María Cordovez Moure
- Eustaquio Palacios
- Jorge Isaacs
- Julio Arboleda
- Gregorio Gutiérrez González
- Rafael Pombo
- Soledad Acosta
- Josefa Acevedo de Gomez
- Candelario Obeso
- Manuel Ancízar

## Literatura moderna
O modernismo é a reação contra a literatura anterior do romantismo. Os principais tópicos do modernismo são a feiura e o mistério. Os principais escritores modernos são:

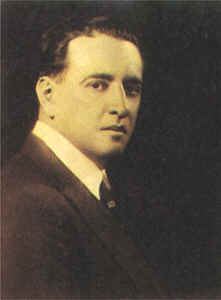
José Eustasio Rivera em 1928, autor de La Vorágine, um romance que descreve a escravidão brutal do ameríndio forçado a colher látex da seringueira.

- Emilia Ayarza
- José Eustasio Rivera
- Rafael Maya
- León de Greiff
- Luis Vidales
- Luis Carlos López
- Germán Arciniegas
- Porfirio Barba-Jacob
- José Maria Vargas Villa

## Pedra e céu (Piedra y cielo)
O processo de industrialização na América Latina durante o século XX gerou novos movimentos literários, como o movimento poético denominado "Piedra y cielo" (1939). Seus principais autores são:
- Eduardo Carranza
- Jorge Gaitán Durán
- Jorge Rojas
- Arturo Camacho Ramírez
- Augusto Pinilla

## Nadaísmo
Os violentos eventos na Colômbia nas décadas de 1940 e 1950, como a La Violencia e o governo militar de Gustavo Rojas Pinilla, bem como uma considerável expansão urbana, influenciaram a formação do movimento nadaísta, que era a expressão colombiana de numerosos movimentos de vanguarda na poesia das Américas durante as décadas de 1950 e 1960 (como a Geração beat nos Estados Unidos e os Tzanticos no Equador). O nadaísmo incluía elementos de existencialismo e niilismo, uma incorporação dinâmica da vida da cidade e um sabor iconoclasta geralmente irreverente. Os autores que fizeram parte desse movimento incluem:

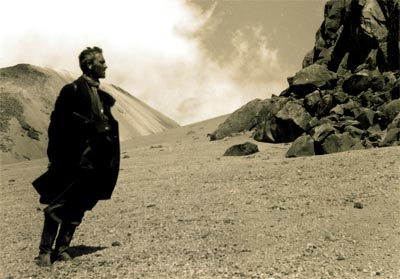
Fernando González, na montanha Nevado del Ruiz, em 1929, durante as visitas que inspiraram seu trabalho "Viaje a pie" ("Viagem a pé"). González é considerado um dos escritores mais originais da Colômbia durante o século XX. Suas ideias eram controversas e tiveram uma grande influência na sociedade colombiana em sua época e hoje. A obra de González foi a inspiração do nadaismo, um movimento literário fundado por um de seus discípulos, Gonzalo Arango.

- Gonzalo Arango
- Jotamario Arbeláez
- Eduardo Escobar
- Fanny Buitrago
- Patricia Ariza
- Jaime Jaramillo Escobar

## O Boom
O boom latino-americano foi um período prolífico para a literatura colombiana.

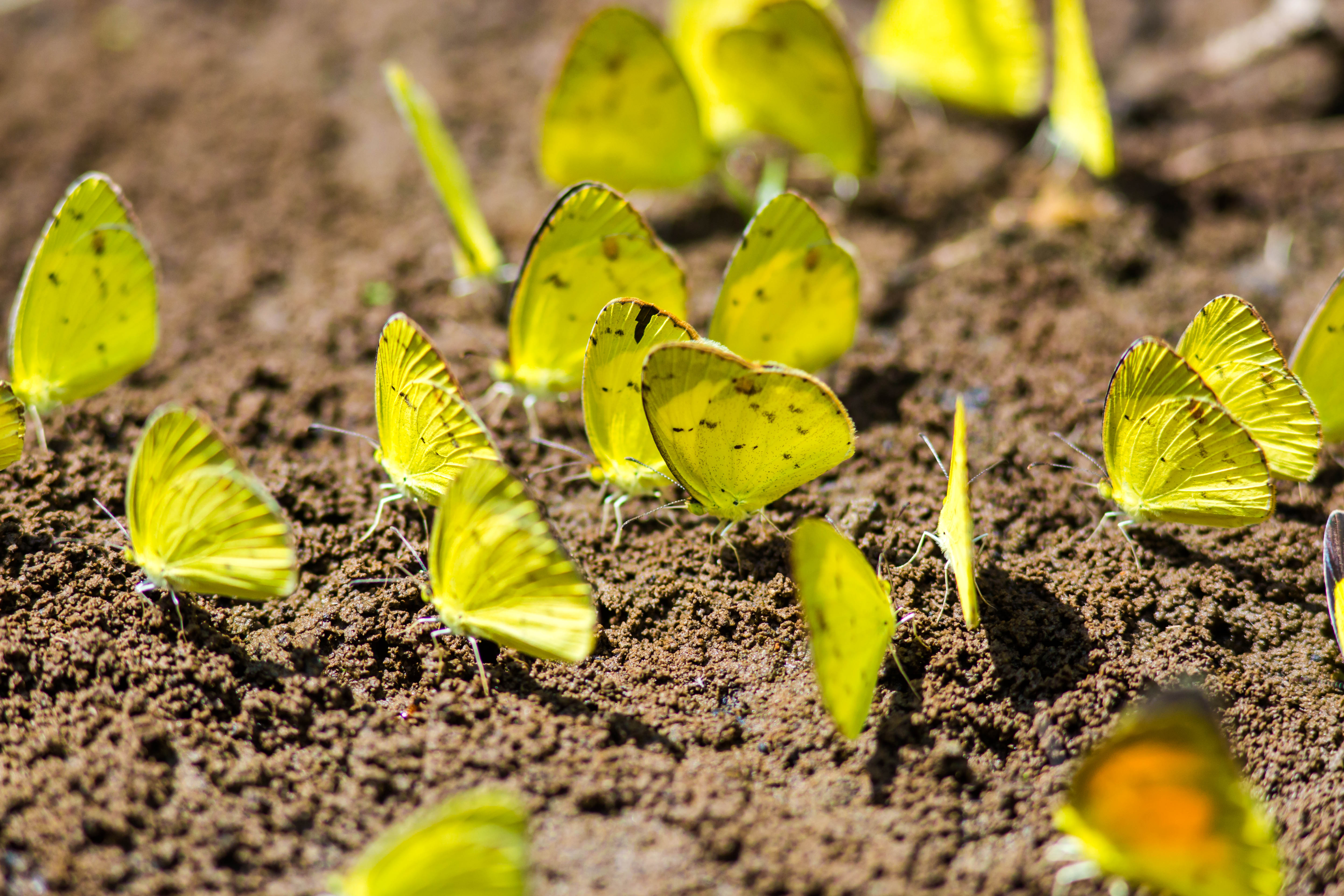
As borboletas amarelas são uma característica distintiva em Cem Anos de Solidão, de Gabriel García Márquez.

- Gabriel García Marquez
- Eduardo Caballero Calderón
- Manuel Mejía Vallejo
- Álvaro Mutis
- Manuel Zapata Olivella
- Andrés Caicedo
- Alfredo Iriarte
- Germán Arciniegas
- Álvaro Cepeda Samudio

## Autores contemporâneos
- Germán Castro Caycedo
- Daniel Samper Pizano
- Fernando Vallejo
- Laura Restrepo
- Juan B Gutierrez
- Maria Mercedes Carranza
- Germán Espinosa
- David Sánchez Juliao
- Héctor Abad Faciolince
- Rafael Chaparro Madiedo
- Juan Gabriel Vásquez
- William Ospina

## Geração desiludida
Esta geração agrupa uma lista ampla e ambígua de escritores, poetas que começaram a publicar após o movimento nadaísta (veja acima) na década de 1970. Poetas como Giovanni Quessep, Harold Alvarado Tenório, Juan Gustavo Cobo Borda, Elkin Restrepo, José Manuel Arango, Darío Jaramillo Agudelo, Augusto Pinilla, Maria Mercedes Carranza e Juan Manuel Roca, entre muitos outros, foram considerados parte dessa geração, embora tenham diferenças de estilo, temas e ideologia.

## Gerações recentes
Alguns escritores como Cristian Valencia, Alberto Salcedo Ramos e Jorge Enrique Botero, escreveram jornalismo literário, próximo ao estilo Gonzo. Na ficção, existem autores como Hector Abad Faciolince, Santiago Gamboa, Juan Sebastian Cardenas, Nahum Montt, Miguel Mendoza Luna, Sebastian Pineda Buitrago, Mauricio Loza, Ignacio Arroyave Piedrhíta, Antonio Garcia, Mario Mendoza, James Canon, Ricardo Abdahllah e Juan Pablo Plata, Evelio Rosero Diago, Antonio Ungar, Laura Restrepo, Ruben Varona, William Ospina, David Alberto Campos, Oscar Perdomo Gamboa, Juan Esteban Constain, Juan Álvarez, Andrés Del Castillo, Antonio Iriarte Cadena, Esmir Garcés, Antonieta Villamil, Winston Morales, Efraim Medina Reyes, Ricardo Silva Romero, e muitos outros.

## Poesia recente
Nas últimas décadas, na Colômbia, tem havido um número significativo de poetas de importância, que lidam com questões urbanas e anti-poesia. Entre eles estão Antonieta Villamil, Andrea Cote, Lucia Estrada e Felipe García Quintero, cuja poesia é reconhecida internacionalmente.

## Poesia

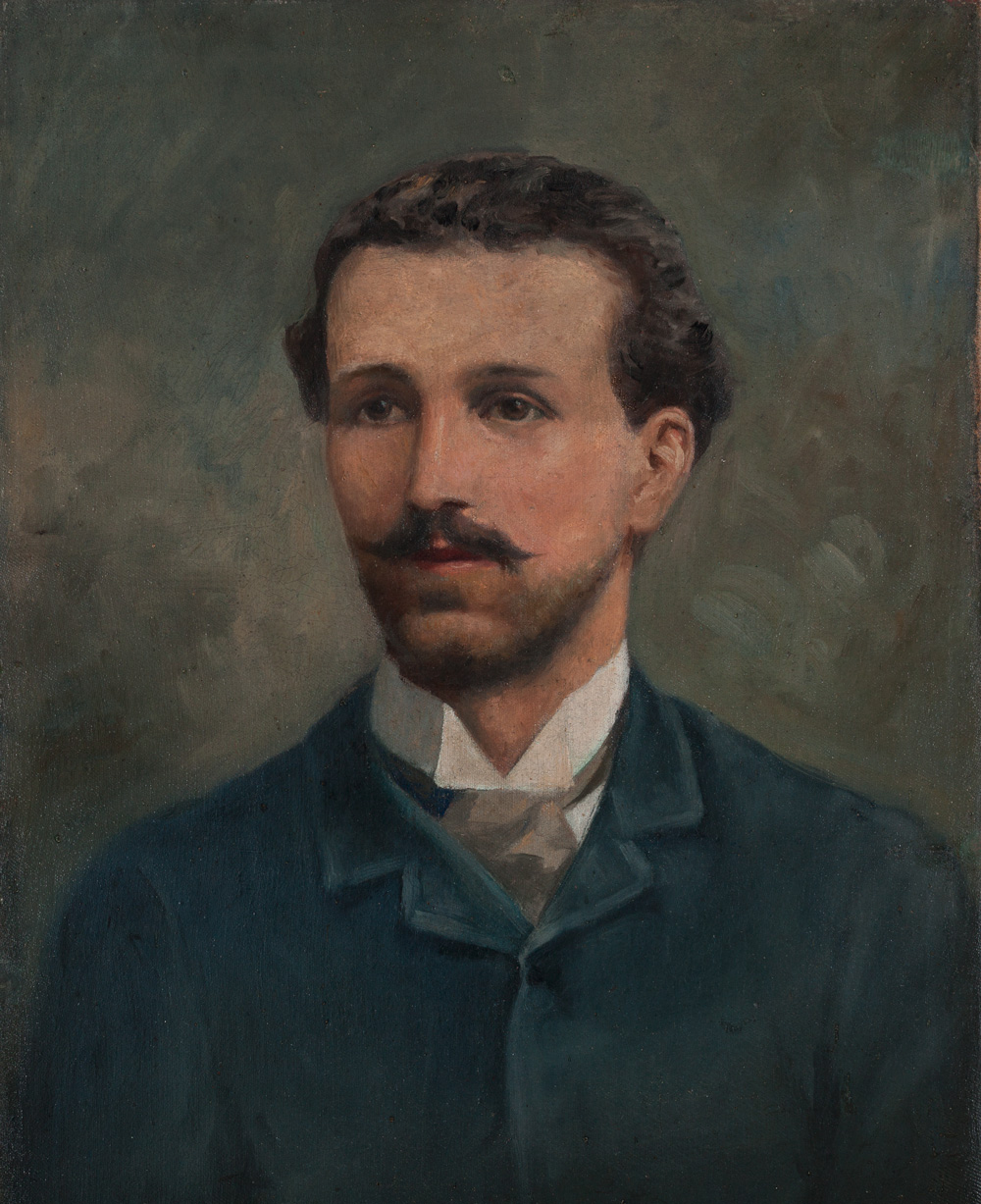
José Asunción Silva foi um poeta colombiano. Ele é considerado um dos fundadores do modernismo hispano-americano

- Emilia Ayarza
- José Asunción Silva
- Porfirio Barba-Jacob
- Piedad Bonnet
- Antonieta Villamil
- José Fernández Madrid
- Jorge Isaacs
- Rafael Pombo
- Zacarías Reyán
- Julio Flórez

## Literatura infantil
Alguns dos personagens mais reconhecidos na literatura infantil colombiana e no imaginário popular são os personagens criados por Rafael Pombo, frequentemente encontrados em rimas infantis, contos populares familiares e nos livros didáticos do ensino fundamental.
Outros autores importantes da literatura infantil são:
- Jairo Anibal Niño: com suas obras "La alegria de querer", "Razzgo, Indo y Zas", "Catalino Bocachica" entre outros
- Euclides Jaramillo: com os "Contos do Coelho Tio"
- A partir dos anos 80, as jovens escritoras de ficção adulta Gloria Cecilia Díaz, Irene Vasco, Evelio José Rosero, Yolanda Reyes e Pilar Lozano introduziram novos temas para o gênero, como conflito, sequestro, morte e medo.
- Vozes recentes de livros ilustrados incluem o trabalho de Ivar da Coll, Claudia Rueda, Jairo Buitrago e Rafael Yockteng.[9]